# قمبود لودفيكي
قمبود لودفيكي (الاسم العلمي: Campodea ludoviciana) هو نوع من الحيوانات يتبع جنس القمبود من فصيلة القمابيد.